# Elmer Gantry
Elmer Gantry (en España, El fuego y la palabra; en Chile, Ni bendito ni maldito) es una película estadounidense de 1960 dirigida por Richard Brooks y con Burt Lancaster, Jean Simmons, Arthur Kennedy, Dean Jagger, Shirley Jones y Patti Page en los papeles principales. 
Está basada en la novela homónima de Sinclair Lewis, escrita en 1926 y publicada en 1927, que cuenta la historia de un predicador de una pequeña ciudad de los Estados Unidos que utiliza la religión para beneficio propio.
La película fue galardonada con varios premios cinematográficos estadounidenses.

## Sinopsis
Atractivo, oportunista, inmoral... Elmer Gantry (Burt Lancaster) es todo eso y más. Así que el día en que tropieza por casualidad con una reunión religiosa y se da cuenta de que es tan fácil sacar dinero siendo predicador como ganarlo en una partida de cartas... se convierte a la religión evangélica. Esto, unido a la belleza de la hermana Sharon Falconer (Jean Simmons), le lleva a convertirse a la religión Evangélica. Pronto se hace pastor, gracias a su carisma y a su gran verborrea. Elmer pronuncia unos estremecedores sermones sobre el demonio, que le llevarán a conseguir la fama y la fortuna. No todo será un camino de rosas, pues un periodista (Arthur Kennedy) trata de desenmascarar el verdadero rostro de Gantry. Cuando se traslada a la ciudad, Gantry visita una casa de citas donde coincide con Lulu Bains (Shirley Jones), una vieja amiga, a la que sedujo y abandonó.  La chica intenta sacar partido de la notoriedad de Gantry, por lo que le hace unas comprometidas fotos que revelan la verdadera identidad del reverendo. A cambio de los negativos le pide una importante cantidad de dinero. La ingenua Sharon decide pagar el precio con la esperanza de salvar a Granty, de quien está profundamente enamorada. Pero los feligreses comienzan a conocer las transgresiones de su predicador.

## Reparto
- Burt Lancaster: Elmer Gantry
- Jean Simmons: Sharon Falconer
- Arthur Kennedy: Jim Lefferts
- Dean Jagger: William L. Morgan
- Shirley Jones: Lulu Bains
- Patti Page: Hermana Rachel
- Edward Andrews: George F. Babbitt
- John McIntire: Reverendo John Pengilly
- Hugh Marlowe: Reverendo Philip Garrison

## Premios
- 3  premios Oscar 1961: al mejor actor principal (Burt Lancaster),  a la mejor actriz secundaria (Shirley Jones); y al mejor guion basado en una obra literaria (Richard Brooks)
- Premio Globo de Oro 1961: al mejor actor de cine – drama (Burt Lancaster)
- 4  Premios Laurel de Oro 1961: a la mejor película, a la mejor actriz secundaria (Shirley Jones), al mejor actor dramático (Burt Lancaster) y a la mejor actriz dramática (Jean Simmons) - 3° lugar
- Premio NYFCC 1960: al mejor actor (Burt Lancaster)
- Premio WGA 1961: al mejor guion dramático estadounidense - cine (Richard Brooks)
- Premio National Board of Review 1960: a la mejor actriz secundaria (Shirley Jones).